# Unit 777

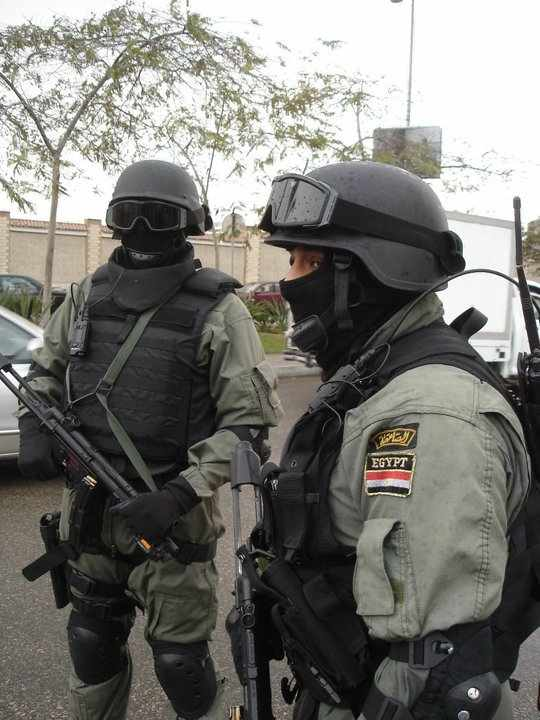
Żołnierze jednostki Unit 777

Unit 777 (Oddział 777) (arab.: الوحدة 777 قتال) – znany również jako Task Force 777, jest egipską jednostką specjalną utworzoną w 1977 przez rząd Anwara Sadata w odpowiedzi na obawy o wzrost działalności terrorystycznej po wydaleniu radzieckich doradców wojskowych z Egiptu i wzmożeniu wysiłków w celu osiągnięcia pokoju z Izraelem.